# Pastorek (roman)
Pastorek, s podnaslovom življenje na hudičevi zemlji 1987-1990, je roman slovenskega pisatelja Jurija Hudolina, ki je prvič izšel leta 2008 pri Študentski založbi. 
Gre za avtobiografsko pripoved o obdobju v avtorjevih najstniških letih, ki jih je preživel z mamo in polbratom pri psihopatskem očimu v hrvaški obmorski vasici. O sebi v romanu govori v tretji osebi ednine, pod imenom Benjamin Zakrajšek.

### Zgodba
Glavni protagonist Benjamin Zakrajšek se skupaj z mamo Ingrid po ločitvi od Benjaminovega očeta Vladimirja iz Ljubljane preseli v Panule, zakotno vasico blizu Pulja v hrvaškem delu Istre. Oba z mamo v Lorisu Čivitku, Benjaminovem očimu, vidita moža, ki bi jima lahko zagotovil normalno družinsko življenje, ki si ga prej zaradi Vladimirjevega ponočevanja niso mogli ustvariti. Loris se izkaže za povsem drugačno osebo, kot je sprva kazalo, da bo. Je povzpetnik, ki ima v lasti večino Panul. Na svoji zemlji vlada s trdo roko, znaša se nad vsemi, ki so zaposleni pri njem, še najbolj pa nad Ingrid in Benjaminom, ki sta mu kot sužnja. Delata v njegovih gostilnah, na kmetiji, Ingrid povrh vsega skrbi še za njunega sina Friderika, ki je Lorisovo največje veselje in ponos, saj je z njim dobil naslednika, ki mu zagotavlja, da Čivitkova »dinastija« ne bo propadla. Loris manipulira z obema. Ingrid javno vara in jo na koncu pripravi do tega, da znori in se znajde v umobolnici. Lorisova ljubica Vesna Cikatić je hkrati njegova poslovna partnerica, s pomočjo katere začne širiti svoje lastništvo z zidanjem nove gostilne in ustanavljanjem novega gradbenega podjetja, v katerem brezplačno poleg Benjamina dela še skupina Bosancev. Od odhoda Ingrid v umobolnico v Pulo naprej je Benjamin prepuščen sam sebi. V uteho so mu le knjige, ki mu jih pošilja oče. Ob prebiranju Aristotela, Cankarja, Prešerna in Tolstoja pozabi na svoje ničvredno življenje, ki ga živi v vasi bogu za hrbtom, daleč od Ljubljane, prijateljev in mame. Na koncu romana Benjamin stori odločilen korak in pobegne v Ljubljano, kjer živi njegov oče, a ga takrat sploh ni doma, saj je na štirimesečnem potovanju po Južni Ameriki.